# 정규 작용소
함수해석학에서 정규 작용소(正規作用素, 영어: normal operator)는 힐베르트 공간 위에서, 스스로의 에르미트 수반과 가환하는 연속 선형작용소이다. 정규 행렬의 개념을 무한 차원으로 일반화시킨 개념이다. 정규작용소들은 잔여 스펙트럼이 존재하지 않아, 이들에 대하여 스펙트럼 정리가 적용된다.

## 정의
복소수 대합 대수 {\displaystyle A}의 정규원(正規元, 영어: normal element)은 다음 조건을 만족시키는 원소 {\displaystyle a\in A}이다.
{\displaystyle a^{*}a=aa^{*}}
복소수 힐베르트 공간 {\displaystyle V} 위의 유계 작용소들의 폰 노이만 대수 {\displaystyle \operatorname {B} (V,V)} 속의 정규원을 정규 작용소라고 한다. 즉, 유계 작용소 {\displaystyle T\colon V\to V}가 {\displaystyle TT^{*}=T^{*}T}을 만족시킨다면 {\displaystyle T}를 정규 작용소라고 한다 ({\displaystyle (-)^{*}}는 에르미트 수반).

## 성질
유계 작용소 {\displaystyle T\colon V\to V}에 대하여, 다음 명제들이 서로 동치이다.
- {\displaystyle T}는 정규 작용소이다.
- {\displaystyle T}의 에르미트 수반 {\displaystyle T^{*}}는 정규 작용소이다.
- 모든 {\displaystyle v\in V}에 대하여 {\displaystyle \Vert Tv\Vert =\Vert T^{*}v\Vert }이다.

정규 작용소 {\displaystyle T}와 그 에르미트 수반 {\displaystyle T^{*}}는 같은 핵과 상을 갖는다.
{\displaystyle \ker T=\ker T^{*}}
{\displaystyle T(V)=T^{*}(V)}
따라서, 정규 작용소 {\displaystyle T}에 대하여 다음 두 조건이 서로 동치이다.
- {\displaystyle T}의 상이 조밀 집합이다.
- {\displaystyle T}가 단사 함수이다.

정규 작용소는 잔여 스펙트럼을 갖지 않는다. 즉, 오직 점 스펙트럼과 연속 스펙트럼만을 갖는다.

### 연산에 대한 닫힘
복소수 힐베르트 공간 {\displaystyle V}가 주어졌다고 하자. 임의의 정규 작용소 {\displaystyle A\colon V\to V} 및 복소수 {\displaystyle \lambda \in \mathbb {C} }에 대하여, {\displaystyle \lambda A} 역시 정규 작용소이다.
두 정규 작용소 {\displaystyle A,B\colon V\to V}가 주어졌다고 하자. 만약 {\displaystyle [A,B]=0}이라면, 다음이 성립한다.
- {\displaystyle A+B}는 정규 작용소이다.
- (푸글레데 정리 영어: Fuglede’s theorem) {\displaystyle AB} 역시 정규 작용소이다.

그러나 서로 가환하지 않는 두 정규 작용소의 합과 곱은 정규 작용소가 아닐 수 있다.

## 예
다음과 같은 작용소들은 정규 작용소이다.
- 유니터리 작용소
- 자기 수반 작용소
- 유한 차원 힐베르트 공간 {\displaystyle \mathbb {C} ^{n}} 위의 정규 작용소들은 {\displaystyle n\times n} 정규 행렬들이다.